# Frédéric Demontfaucon
Frédéric Demontfaucon (* 24. prosince 1973 Le Creusot, Francie) je bývalý francouzský zápasník–judista, bronzový olympijský medailista z roku 2000.

## Sportovní kariéra
S judem začínal v 5 letech v Avallonu. Jeho osobním trenérem byl Pedro De Pinho. Vrcholově se připravoval pod vedením Jean-Pierra Gilberta v pařížském klubu PSG a od roku 2005 pod vedením Celso Martinse v klubu Sainte-Geneviève Sports. Ve francouzské seniorské reprezentaci se pohyboval od roku 1993 ve střední váze do 90 (86) kg nejprve jako člen dijonského klubu ADJ 21. V roce 1996 bojoval o nominaci na olympijských hrách v Atlantě s Vincenzem Carabettou a nakonec museli oba ustoupit Darcelu Yandzimu.
V roce 1998 stál nad otázkou ukončení sportovní kariéry kvůli problémům s koleny, ale problémy překonal a v roce 2000 si zajistil nominaci na olympijské hry v Sydney. Turnajem postoupil bez většího zaváhání do semifinále, ve kterém nestačil na Brazilce Carlose Honorata. V boji o třetí místo porazil stylově na ippon technikou eri-seoi-nage Ázerbájdžánce Rasula Salimova a získal bronzovou olympijskou medaili.
V roce 2004 si zajistil nominaci na letní olympijské hry 2004 jako člen toulousského klubu Stade Toulousain. Ve čtvrtfinále měl dobře rozehranou bitvu s Gruzíncem Zurabem Zvijadaurim. Ještě několik sekund před koncem vedl minimálním rozdílem na koku, ale závěr takticky nezvládl, čtyři sekundy před koncem dostal za vyhýbání se boji šido a v prodloužení soupeři podlehl. Po olympijských hrách změnil působiště, trenéra a od roku 2007 i váhovou kategorii. V polotěžké váze do 100 kg si zajistil nominaci na olympijské hry v Pekingu, kde vypadl v úvodním kole s Izraelcem Arielem Ze'evim. Sportovní kariéru ukončil v roce 2009.
Frédéric Demontfaucon byl pravoruký judista, jeho osobní technikou bylo tomoe-nage.

### Vítězství
- 1995 – 1× světový pohár (Praha)
- 2000 – 1× světový pohár (Paříž)
- 2003 – 1× světový pohár (Moskva)
- 2007 – 2× světový pohár (Budapešť, Baku)

## Výsledky
| Turnaj             | 1995         | 1996         | 1997         | 1998         | 1999         | 2000         | 2001         | 2002         | 2003         | 2004         | 2005         | 2006         | 2007      | 2008      |
| Turnaj             | 22           | 23           | 24           | 25           | 26           | 27           | 28           | 29           | 30           | 31           | 32           | 33           | 34        | 35        |
| Turnaj             | střední váha | střední váha | střední váha | střední váha | střední váha | střední váha | střední váha | střední váha | střední váha | střední váha | střední váha | střední váha | polotěžká | polotěžká |
| ------------------ | ------------ | ------------ | ------------ | ------------ | ------------ | ------------ | ------------ | ------------ | ------------ | ------------ | ------------ | ------------ | --------- | --------- |
| Olympijské hry     |              | —            |              |              |              | 3.           |              |              |              | úč.          |              |              |           | úč.       |
| Mistrovství světa  | 5.           |              | —            |              | —            |              | 1.           |              | úč.          |              | —            |              | úč.       |           |
| Mistrovství Evropy | —            | úč.          | —            | —            | —            | 5.           | 3.           | úč.          | 7.           | 5.           | —            | úč.          | 3.        | —         |